# Костени (Марамуреш)
Костени (рум. Costeni) насеље је у Румунији у округу Марамуреш у општини Купшени. Oпштина се налази на надморској висини од 367 m.

## Становништво
Према подацима из 2002. године у насељу је живело 474 становника, од којих су сви румунске националности.